# Bakách-Bessenyey család
A szentgyörgyvölgyi és galánthai báró Bakách-Bessenyey család egy újkori magyar főnemesi család.

## Története
1910-ben a Bessenyey család egyik tagja, Ferenc vezérőrnagy bárói címet kapott, és e címmel együtt engedélyt is arra, hogy az édesanyja révén rokoni kapcsolatban lévő és korábban kihalt Bakách család nevét, előnevét és címerét a sajátjával egyesítse. Ezután a Bakách-Bessenyey kettős nevet használta. Fia, György (1892–1959) a diplomata pályát választotta, jelentős politikai szerepet játszott, több ország magyar nagykövete is volt.